# Ізвольськ
Ізвольськ (рос. Извольск) — село в Ізносковському районі Калузької області Російської Федерації.
Населення становить 298 осіб. Входить до складу муніципального утворення Село Ізвольськ.

## Історія
Від 2004 року входить до складу муніципального утворення Село Ізвольськ

## Населення
| 2002 | 2010 |
| ---- | ---- |
| 309  | ↘298 |